# Rotor de Flettner
O Barco de Flettner é um sistema de propulsão eletro-eólico para barcos. Recebe esse nome em homenagem ao seu inventor, o alemão Anton Flettner.

## Funcionamento
O funcionamento do rotor de Flettner se dá por ações mecânicas e tem como princípio explorar o Efeito Magnus.

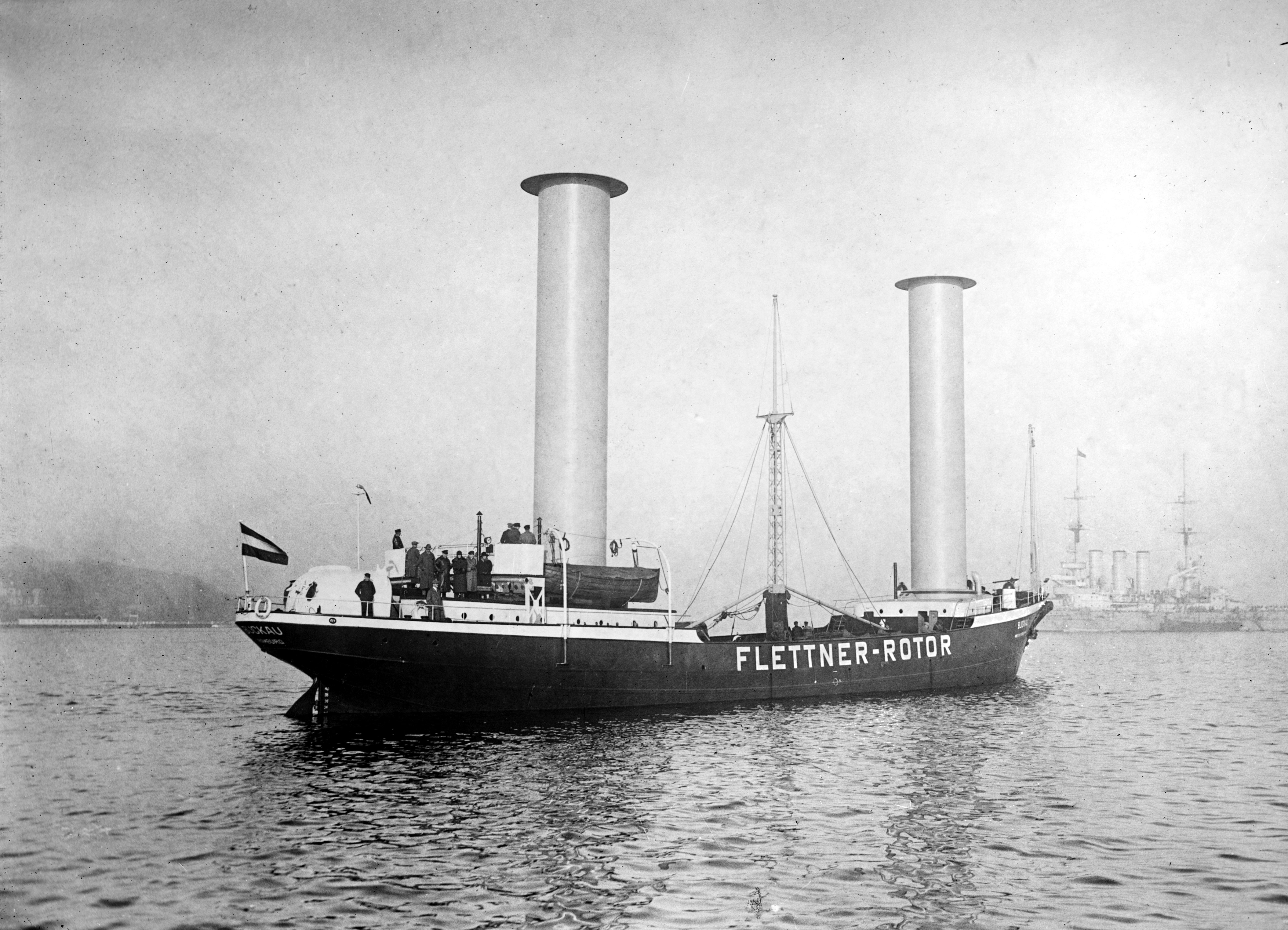
MS Buckau, 1924, primeiro navio Rotor de Flettner

Assemelha-se basicamente a um barco a velas, pois assim como este utiliza o vento e demais engenharias para sua locomoção e resistências laterais ao arrasto. Contudo " o funcionamento do rotor de Flettner" não substitui o mastro e sim a área da vela,  ao invés do vento ser desviado pela inclinação dessa (presa ao mastro) cabe aos cilindros verticais (de ferro laminado ou) manter a face em constante rotação por pequenos motores (preferencialmente) elétricos, friccionando-se com a corrente de vento a fim de desviar o fluxo, de modo que a único trabalho que os motores tem a vencer é a fricção gerada em um dos lados do cilindro em rotação e responsável pela resultante.
Com base no Efeito Magnus o giro do cilindro juntamente com o vento proporcionam áreas de baixa e alta pressão. Nos locais aonde o vento incide na mesma direção da rotação do cilindro a velocidade com que este passa é maior, portanto cria-se uma zona de baixa pressão. No outro extremo, aonde o ar incide no sentido contrário de rotação do cilindro, então a velocidade é menor portanto a pressão é maior, transformando-se então em vetores as forças geradas obtém-se que há uma terceira força resultante a qual é usada para impulsionar o barco.